# Himmelmoosalm
Die Himmelmoosalm ist eine Alm in den Bayerischen Voralpen. Sie liegt im Gemeindegebiet von Oberaudorf.
Das Almgebiet befindet sich an den Südhängen des Brünnstein mit einer Stufenmulde und mehreren Dolinen.
Aufgrund der Nähe zum Brünnstein und mehrerer kreuzender Wanderwege wird die Alm häufig besucht, am einfachsten von Osten über einen Fahrweg.